# Леляк
Леля́к (Nyctiphrynus) — рід дрімлюгоподібних птахів родини дрімлюгових (Caprimulgidae). Представники цього роду мешкають в Мексиці, Центральній і Південній Америці.

## Види
Виділяють чотири види:
- Леляк колумбійський (Nyctiphrynus rosenbergi)
- Леляк мексиканський (Nyctiphrynus mcleodii)
- Леляк юкатанський (Nyctiphrynus yucatanicus)
- Леляк бразильський (Nyctiphrynus ocellatus)

## Етимологія
Наукова назва роду Nyctiphrynus походить від сполучення слів дав.-гр. νυκτι — нічний і φρυνη — жаба.